# Chiesa di San Prospero (Marianopoli)
La chiesa di San Prospero è la chiesa madre di Marianopoli.

## Storia
Fu eretta verso la metà del XVIII secolo ad opera degli abitanti del costruendo paese e posta alle dipendenze della curia di Nicosia. Fu elevata a parrocchia nel 1814. Nel 1833, divenuta insufficiente per l'accresciuta popolazione, la chiesa venne restaurata e allargata su progetto dell'ing. Luigi Bardelli. L'opera comprendeva l'aggiunta di due navate, la torre civica con la campana e la canonica. I lavori furono completati nel 1864 anche se il campanile era ancora senza campana e senza orologio che furono installati rispettivamente nel 1866 e nel 1867 ad opera di Giovanni Campazzi da Novara.